# (72568) 2001 EZ12
(72568) 2001 EZ12 – planetoida z pasa głównego asteroid okrążająca Słońce w ciągu 3,82 lat w średniej odległości 2,44 j.a. Odkryta 5 marca 2001 roku.